# Papilio thaiwanus
Papilio thaiwanus is een vlinder uit de familie van de pages (Papilionidae). De wetenschappelijke naam van de soort is voor het eerst geldig gepubliceerd in 1898 door Lionel Walter Rothschild.

## Kenmerken
De basiskleur van de vleugels is zwart. Rode vlekken domineren de onderkant van de achtervleugels. De spanwijdte bedraagt 11 tot 12 cm.

## Verspreiding en leefgebied
Deze soort is endemisch in Taiwan.